# SN 2007ob
SN 2007ob – supernowa typu Ia odkryta 28 października 2007 roku w galaktyce A231225+1354. W momencie odkrycia miała maksymalną jasność 17,00m.